# 非現實生活
《非現實生活》是hako 生活開發的冒險解密遊戲，於2020年5月在日本任天堂eShop發售，及後移植到Microsoft Windows、macOS、Android和iOS平台。游戏中失憶少女春在人工智能「195」的幫助下，踏上尋找老師的冒險。游戏采用像素画风格，舞台设定于都市的夜晚；开发者受《IB》和《Undertale》的影響，希望用可愛的畫面讲述沉重的故事。該作的美術和塑造氛圍獲得媒體好評，評論員普遍認為該作劇情感人，解密內容難度不高。部分評論員則表示敘事和解密內容比重失衡，影響了體驗。

## 遊戲內容
《非現實生活》採用冒險解謎遊戲的遊玩方式，玩家扮演失憶少女「春」暈倒在路上，熱心的人工智能（AI）交通燈「195」主動出現協助春。四處一番探索後，春發現自己觸摸物品後，能讀取该物品過去的「記憶」。從某件物品的記憶中，春看到了「老師」的身影。在依稀的記憶中老師是她很重要的人，於是春和195踏上尋找老師的旅途。遊戲使用自動存檔，可以重溫已經通過的章節；劇情根據玩家的行動進入不同走向，遊戲共有四個結局。
少女沿著老師的步伐，從195公路出發，經過公寓，留宿鯨魚旅館，造訪幻想圖書館和幻想美術館，最後來到傳聞能實現所有願望的幻影車站。期間春與很多非人类角色成為了朋友，也漸漸恢復了記憶。路上她還想起自己因為不善言辭，在學校被同學欺凌：兩個月前她目睹了天弓同學車禍身亡，其他同學開始稱呼春是「死神」，變本加厲地欺負她。老師是校內唯一關心春的人，近日因為工作調動不再在學校任教，春感覺老師背叛了她，於是選擇衝向列車輕生。意識到幻影車站是走馬燈世界後，春如果選擇放棄掙扎，離開這個世界，就會在老師幻影的引導、或在自己的決定下，走到屋頂的陽台跳下。
春若堅持老師不是夢中的幻影，就会繼續尋找老師，并在朋友的協助分析下找到老師。得知現實中，老師察覺到春的異樣，追了上去，撲向衝向列車的春。這個世界其實由兩人的人生走馬燈交織而成，老師一開始也失憶，在回想起一切後，她開始計算回到現實後怎麼救下春。老師謊稱找到了兩人得救的方法，和春一起離開走馬燈世界，犧牲自己救下了春。触发以上結局後，二週目中春可以看懂老師在黑板上的計算公式，發現老師的謊言。春向每一個朋友尋找幫助，其中小老鼠表示，春觸碰物品讀取記憶的能力也用于現實乃至影響現實。在小老鼠和195的幫助下，春算出了影響現實的方式，用念力暫停了列車，兩人活了下來。
鯨魚旅館有一個衣櫃，有極低的概率可以打開。裡面是一個隱藏房間，記錄了六心社進行的因果論實驗等內容，揭示了春和老師其實是被強行參與到因果論實驗中，她們的記憶都是AI虛構的，每次實驗結束就會由AI刪掉相關記憶，再重啟實驗。

## 開發及發行
hako 生活是一名獨立遊戲開發者，喜歡像素藝術，曾是日本像素藝術推廣組織Pixel Art Park的成員，在學生時代就發佈過像素風格解密遊戲《Color Finder》。hako 生活畢業後任職系統工程師，利用業餘時間製作新專案《非現實生活》，2018年1月辭去工作全身投入到遊戲開發中。
《非現實生活》的靈感源於hako 生活對東京的印象。hako 生活並非東京本地人，東京新舊建築交融的城市景觀給他一種奇妙的感覺，所以打算製作一款遊戲傳達這種感覺。遊戲故事發生在夜晚，hako 生活認為夜晚中無人的城市，更能突顯出城市自身的存在感。該作延續了《Color Finder》採用的主角和夥伴一起冒險的設計，「交通燈」擔任夥伴的設計靈感，源於某日hako 生活在十字路口等交通燈時的突發奇想。受《IB》和《Undertale》影響，游戏用可愛的畫面和對話構建一個沉重的故事。
遊戲早期使用遊戲引擎LÖVE開發，後改用Unity。開發期間Unity尚未有Pixel Perfect Camera一類插件支持像素美術，hako 生活需要特別製作工具實現相關效果。hako 生活將遊玩時長控制在7小時內，速通也需要4小時，角色移動緩慢是刻意為之。
hako 生活帶著遊戲試玩版參與了不少獨立遊戲展，如2017年度Tokyo Indie Fest和2018年度BitSummit。2019年5月28日，遊戲發行商UNITES宣佈將負責該作的任天堂Switch版（NS）發行。2020年UNITES倒閉，原定的發行計劃告吹。同年5月7日hako 生活和遊戲開發商room6合作建立獨立遊戲發行品牌「Yokaze」，並出任品牌負責人。《非現實生活》是Yokaze推出的第一部作品，2020年5月14日登陸日本任天堂eShop，同年11月20日，游戏登陸Steam，支持Microsoft Windows和macOS，還上架北美任天堂eShop；遊戲原聲帶《SoundoftheMind》亦于同日開售。NS數位中文版由亞克系統在2021年5月20日推出。NS實體版在2023年8月24日發售。手機版於2021年12月展開預約，2022年3月登陸iOS和Android平台。

## 評價
| 媒体       | 得分  |
| ---------- | ----- |
| IGN        | 7/10  |
| Appget     | [ 3 ] |
| Fami通     | 33/40 |
| Siliconera | 8/10  |

該作獲得2021年第24屆日本新媒體動漫藝術節的娛樂部門新人獎。該作的美術和塑造氛圍獲得《Fami通》、Appget、IGN、Siliconera、GameWatch、Gamer和4Gamer.net一眾媒體正面的評價，Siliconera編輯大讚該作有「超凡脫俗的美」。4Gamer.net編輯表示，該作「獨特的氛圍和故事展開」讓他欲罷不能，一次性打通了遊戲。GameWatch評論員、和《Fami通》評論員均稱讚遊戲介面設計能確保遊戲的沉浸感，如對話回顧以195的錄音記錄形式呈現，遊戲道具選用畫面是主角的背包等等。
玩法方面，IGN評論員葛西祝認為：讀取物品記憶这一設計在敘事上大有可為，可惜該作主要将之用在解密內容上；游戏整體設計中規中矩、缺乏新意。表示謎題設計精巧，上手難度不高。Gamer評論員小林白菜指出，該作文本會將重要信息和謎題相關內容標記為橙色，降低解密和推進遊戲的難度。他还认为NS版善用Joy-Con的震動功能，将角色行動和觸碰物品时的感觉復現给玩家。
劇情方面，葛西祝和小林白菜認為結局感人。葛西祝表示劇情很吸引人，但批评敘事和解密內容的比重失衡，部分解密耗時較長，變相中斷了故事體驗。表示遊戲有著「成熟的主題和黑暗的內容」，劇情用了不少伏筆強調黑暗的內容，同時也描述主角如何成長、學會去正面應對這些問題。此外，她還稱讚遊戲的英文本地化做得很好，優秀的翻譯讓她能沉浸在故事之中。

## 備註
1. ↑  結局「某個少女的渴望」和「某個少女的悖論」。
2. ↑  結局「某個少女的偏執」。
3. ↑  結局「某個少女的非現實生活」。

## 外部連結
- 官方网站 （日語）